# ドコモパシフィック

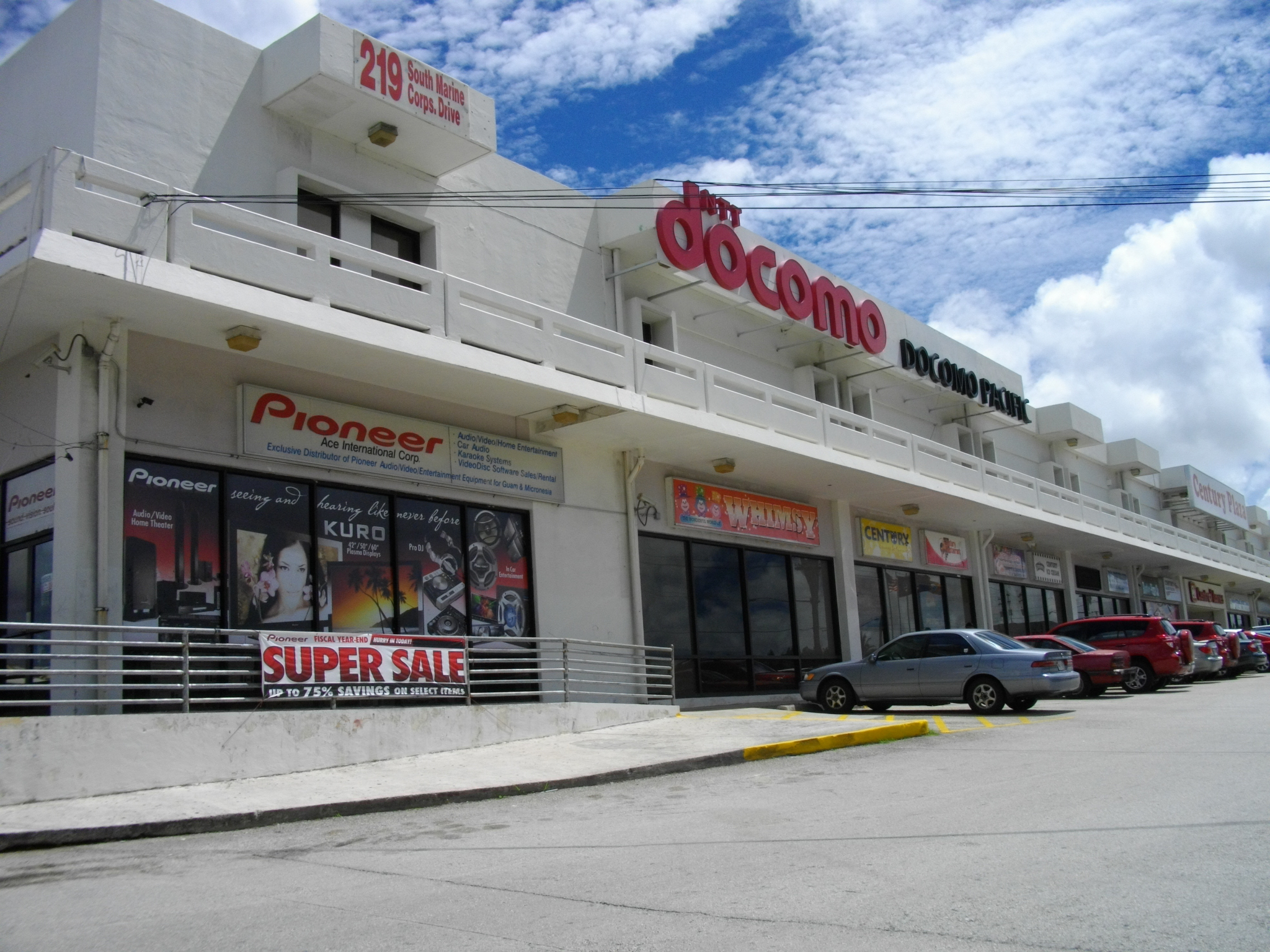
グアムのドコモパシフィック店舗

ドコモパシフィック（DOCOMO PACIFIC, INC.）は、アメリカ合衆国の準州であるグアム及び自治領である北マリアナ諸島の電気通信事業者。現在はNTTドコモの完全子会社。

## 概要
元々はグアムでGSM方式による携帯電話事業を行っていたGuam Wireless Telephone Company, LLC.（グアムワイヤレス、ブランド名は「HafaTEL」）と、同じくグアム・サイパンでCDMA方式による携帯電話事業を展開していたGuam Cellular & Paging, Inc.（グアムセルラー、ブランド名は「Guamcell Communications」及び「Saipancell Communications」）の2社が前身。
2006年3月にNTTドコモが、新たに設立した投資持株会社を通じてグアムセルラーを完全買収し、さらにグアムセルラーがグアムワイヤレスの営業譲渡を受ける形で両社を統合することを発表し、最終的に同年11月に米国連邦通信委員会（FCC）による買収承認が下りたことで正式にNTTドコモ傘下入り。2008年10月にはグアムセルラーの社名を現在の「ドコモパシフィック」に変更し現在に至る。
NOKIA、モトローラ、HTC、BlackBerryといった機種を扱っている。またその他にポケットベルも扱っている。
2010年9月からはNTTドコモの国際パケット定額サービスの「海外パケ・ホーダイ」の対象事業者となっている。
2013年5月には、グアム島内でケーブルテレビ・ISP事業を行っているMCV社を買収・統合し、携帯電話・CATV・固定電話等を提供する総合通信事業者となった。

## 通信方式
元々旧グアムワイヤレス・グアムセルラーが運営していたGSM/CDMA方式のサービスに加え、2008年7月からW-CDMA方式によるサービスも開始した。なおW-CDMAサービスの周波数帯としては850MHz帯を使用するため、日本国内で販売されている携帯電話でW-CDMAによるローミングサービス（WORLD WING）を利用するためには850MHz帯に対応した端末が必要となる点に注意が必要。現在はグアム島ほぼ全域で利用が可能となっている。
なお、従前からのGSMは、1900MHz帯がメインだが、850MHz帯も採用している。
2012年10月4日には、グアム島内でLTEによるサービスを開始した。なおLTEでは700MHz帯を利用しているためローミング開始が遅れたが、2014年9月現在はWORLD WING クラス5対応機種に限りローミングが利用可能となっている。2016年12月からはVoLTE国際ローミング対応機種に限り、VoLTEによる通話が可能になっている。
2018年10月1日、他社も含め島内におけるGSMサービスを終了。
2019年3月、本社内に第5世代移動通信システム（5G）向けの検証環境「ドコモ5Gオープンラボ GUAM」を開設。同年10月29日にはマリアナ諸島の携帯電話事業者として初となる5Gの商用サービスを開始した。ちなみにドコモ本体での5G商用サービス開始は翌2020年3月のため、ドコモパシフィックが先んじたことになる。

## その他
2007年9月にはグアムにおけるiモードのローミングサービスを開始、10月にはドコモプレミアクラブの優待サービスも開始している。
2009年12月9日より、NTTドコモが日本で提供しているiチャネルサービスを、ドコモパシフィック社の契約者向けにグアムおよびサイパンで「MAX CHANNEL」として提供を開始した。提供される情報として、世界のニュース・スポーツ、フィリピンのニュース・芸能、および世界の技術情報などの情報をプッシュ型で配信する。
ドコモの子会社ではあるが、ソフトバンクモバイルの世界対応ケータイ（GSMの他、UMTS850MHzを含む。GSMは他社へのローミングも利用可能）、KDDI・沖縄セルラー電話のau世界サービス（LTE・GSM・UMTS850MHz、LTEはVoLTE対応機種の場合VoLTEにも対応）、イー・モバイルの国際ローミング（GSM）を受け入れている。
以前はKDDI・沖縄セルラー電話のグローバスパスポートCDMA（ただし、グアムではWIN機でのCDMAローミング利用は不可。サイパンはWIN機・CDMA2000機の何れの端末でも利用可能）のCDMAローミングにも対応していたが、CDMAサービスは2010年12月31日をもって終了したため、グアムにおける「グローバスパスポートCDMA」によるローミングは、他事業者の周波数帯に対応しているA5505SA利用時を除き終了。なおA5505SAも、2012年7月22日にCDMA 1Xサービスが事実上終了するのに伴い利用不可となる。